# Tritriva
Tritriva je kratersko jezero jugozapadno-središnjem Madagaskaru, u regiji Vakinankaratra. Smješteno je u blizini naselja Belazaa. Jezero je ispunilo krater u regiji koja ima brojne vruće izvore. Smjestio se u vulkanskom otvoru, a okružen je zidovima od gnajsa. Razina vode u jezeru nije uvijek jednaka jer se za vrijeme monsuna ona uvelike poveća.